# Nathanael Diesel
Nathanael Diesel (Diessel, Dissel, Dyssel) (ca.1692 – 26. oktober 1745) var musiker i Det Kongelige Kapel (hofviolon og luthenist) og lærer for prinsesse Charlotte Amalie. Hans fødested er ukendt, men han antages at være født ca. 1692. Han døde i København.
Diesels herkomst er ukendt og biografiske oplysninger om ham er sparsomme. Han er rimeligvis indvandret fra Tyskland og nævnes tidligst 1736. Dette år blev han d. 19. maj ansat som kongelig "Luthenist" i Christian VIs kapel med en årlig gage af 250 rigsdaler. I 1738 fik han lønforhøjelse til 300 rigsdaler årligt, men han måtte dog til stadighed kæmpe med økonomiske vanskeligheder. Således viser skiftet efter ham, at han i de sidste tre måneder af sit liv udstedte flere store gældsbeviser. Da boets status var tvivlsom, fragik enken arv og gæld. Ved opgørelsen af aktiver og passiver viste det sig da også, at Diesel ved sin død – hvor han boede i Klareboderne (nuværende nr. 16) – skyldte, hvad der svarede til mere end et års løn væk.
Christian VIs far kong Frederik IV, havde ikke fået meget lærdom som barn og var ked af sin manglende uddannelse. Han sørgede derfor for, at hans børn fik gode lærere (exercitiemestre). Prinsesse Charlotte Amalie havde 4 exercitiemestre. En af dem var guitarmester Johan Friedrich Fibiger. I 1736 blev han afløst af Nathanael Diesel.
Diesels musik er overleveret i to håndskrevne samlinger der findes på Det Kongelige Bibliotek. Den ene samling tabulaturer (grafisk notation) for 5-strenget guitar i 19 hæfter indeholder åndelige sange, sonater, suiter og solostykker, for det meste musik, der er komponeret eller arrangeret af Diesel. Enkelte af kompositionerne bærer dedikation til prinsesse Charlotte Amalie. Den anden samling er ligeledes musik for 5-strenget guitar, fordelt på 14 hæfter, for størstedelens vedkommende komponeret af Diesel. De to samlinger indeholder i alt 41 kompositioner med betegnelserne suite, solo eller sonata, og rummer i alt 287 småsatser for guitar solo eller for to guitarer med eller uden generalbas.
Det musikalske stof er præget af en vis enkelhed. Skrivemåden er overvejende enstemmig, med få harmoniske støttetoner. Melodikken er som oftest smuk og sangbar. Rytmikken er ret differentieret, og alt i alt udviser Diesels kompositioner en meget stor variation. Musikken – eller i det mindste en del af den – er skabt i det forholdsvis korte tidsrum han virkede ved det pietistiske, ikke synderligt livsglade danske hof i 1730’erne og 1740’erne. Sammenlignet med samtidens europæiske guitarkunst er værkerne gammeldags, men de indtager en særpræget og betydningsfuld plads i dansk musikhistorie.